# Paul Rust
Paul Robert Rust (Le Mars, 12 aprile 1981) è un attore, comico, sceneggiatore e musicista statunitense.

## Biografia
Rust è nato a Le Mars, Iowa, figlio di Jeanne e Bob Rust. Fu cresciuto cattolico e frequentò la Gehlen Catholic High School . Sua madre era insegnante alla Le Mars Community High School, e suo padre possedeva un negozio di merci e riparazione di stivali occidentali. Si è laureato all'Università dell'Iowa nel maggio del 2004. 
In un'intervista, Rust ha dichiarato a Marc Maron di aver lottato con il disturbo ossessivo-compulsivo in gioventù.
Rust è meglio conosciuto come cabarettista e sceneggiatore all'Upright Citizens Brigade Theatre (UCB) di Los Angeles. A UCB, è attualmente membro dei gruppi di sketch comedy A Kiss From Daddy e Last Day of School. È apparso in film come Bastardi senza gloria , Ass Backwards , Freak Dance , Paper Heart e Semi-Pro . Ha interpretato il ruolo di attore più importante nell'estate del 2009, interpretando il ruolo principale nel film Una notte con Beth Cooper (I Love You, Beth Cooper). Rust ha scritto per programmi televisivi come Human Giante Moral Orel . Rust e il comico Charlyne Yiforma formano la band The Glass Beef nel 2006. I due sono apparsi insieme in un video di "Song Away" di Hockey . È anche il cantante e bassista del duo comico rock Do not Stop o We'll Die con il collega comico Michael Cassady. Fino alla sua morte, la band presentava anche il compianto Harris Wittels alla batteria.
Nel novembre 2010, Rust è apparso nella commedia speciale di sketch Comedy Central This Show Will Get You High , creato da e interpretato da Matt Besser . Lui e Paul Reubens hanno co-sceneggiato il film Pee-wee's Big Holiday di Pee-wee Herman, pubblicato nel 2016. 
Rust appare come un ospite frequente sul Comedy Bang! podcast, dove è meglio conosciuto per il suo segmento "New No-No".  Ha scritto per il Comedy Bang di IFC !Scoppio! e ha anche lavorato come scrittore e redattore di storie sul revive per la quarta stagione di Netflix Arrested Development nel 2013.
Rust e Judd Apatow hanno prodotto per Netflix la serie televisiva Love , che ha debuttato nel febbraio 2016. Rust ha co-creato lo spettacolo con la moglie, Lesley Arfin.

## Vita privata

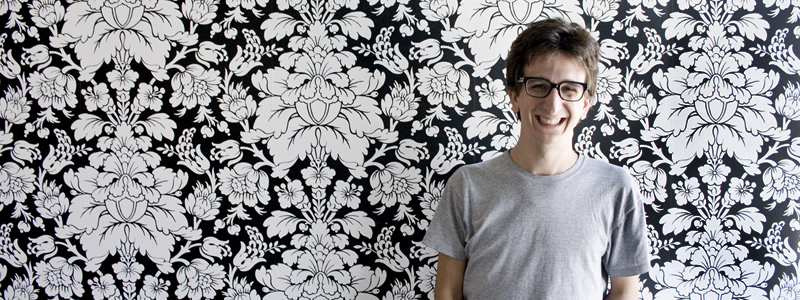
Paul Rust nel 2017

Rust ha sposato la scrittrice Lesley Arfin nell'ottobre 2015. I due hanno una figlia nata nel 2017.

## Filmografia parziale

### Cinema
- Exquisite Corpse, regia di David Fishel (2004)
- The Right Now! Show, regia di Scott Aukerman (2007)
- Psycho Sleepover, regia di Adam Deyoe e Eric Gosselin (2008)
- Semi-Pro, regia di Kent Alterman (2008)
- Una notte con Beth Cooper, regia di Chris Columbus (2009)
- Bastardi senza gloria, regia di Quentin Tarantino (2009)
- Freak Dance, regia di Matt Besser e Neil Mahoney (2011)
- iSteve, regia di Ryan Perez (2013)
- Ass Backwards, regia di Chris Nelson (2013)
- Pee-Wee's Big Holiday, regia di John Lee (2015) (sceneggiatore)
- Saturday Night, regia di Jason Reitman (2024)

### Televisione
- Drake & Josh - serie TV, 1 episodio (2006) - attore
- Cheap Seats - serie TV, 1 episodio (2006) - attore
- Late Night with Jimmy Fallon - programma TV, 1 episodio (2009) - attore
- The Sarah Silverman Program - serie TV, 1 episodio (2010) - attore
- Aqua Teen Hunger Force - serie animata, 2 episodi (2010–2013) - voce
- The Life & Times of Tim - serie animata, 2 episodi (2012) - voce
- The Aquabats! Super Show! - serie TV, 1 episodio (2012) - attore
- Best Friends Forever - serie TV, 1 episodio (2012) - attore
- Comedy Bang! Bang! - serie TV, 8 episodi (2012–2014) - attore, sceneggiatore
- Parks and Recreation - serie TV, 1 episodio (2012) - attore
- NTSF:SD:SUV:: - serie TV, 1 episodio (2012) - attore
- Animal Practice - serie TV 1 episodio (2012) - attore
- Bob's Burgers - serie animata, 3 episodi (2012-2015) - voce
- Arrested Development - Ti presento i miei (Arrested Development) - serie TV, stagione 4 (2013) - sceneggiatore
- The Greatest Event in Television History - serie TV, 1 episodio (2013) - regista
- Super Fun Night - programma TV, 8 episodi (2013-2014) - attore
- Love - serie TV, 34 episodi (2016-2018) - attore, sceneggiatore
- Black Monday - serie TV (2019-in corso)

## Doppiatori italiani
Nelle versioni in italiano delle opere in cui ha recitato, Paul Rust è stato doppiato da:
- Corrado Conforti in Una notte con Beth Cooper, Super Fun Night
- Stefano Brusa in Love
- Gianluca Cortesi ne Il robot che sembrava me
- Marco Vivio in Queenpins - Le regine dei coupon
- Davide Lepore in Piccoli brividi
- Marcello Gobbi in Fun Mom Dinner
- Maurizio Montecchiesi in Saturday Night

Da doppiatore è sostituito da:
- Raffaele Carpentieri in The Great North